# Довганчин Григорій Васильович
Григорій Васильович Довганчин — український політик, народний депутат України, член Селянської партії України. 

## Біографія
Народився 1 лютого 1948 у селі Єленівка, Полтавський район, Челябінська область, Росія.

### Освіта
- Кам'янець-Подільський сільськогосподарський інститут (1978), інженер-механік;
- кандидатська дисертація «Економічні відносини в інтегрованих системах виробництва і переробки сільськогосподарської продукції» (Національний аграрний університет).

### Кар'єра
З 01.1981 — голова колгоспу імені Калініна (тепер селянська спілка «Бузовицька»).

### Політична діяльність
З 1994 по 1998 — Народний депутат України 2-го скликання — Кельменецький виборчий округ № 436. Член Комітету з питань базових галузей та соціально-економічного розвитку регіонів.
З 1998 по 2002 — Народний депутат України 3-го скликання, обраний за списками Блоку Соціалістичної партії України та Селянської партії.  Одномандатний виборчий округ № 205, висунуто: Селянська партія України Багатомандатний виборчий округ: Виборчий блок Соціалістичної партії України та Селянської партії України «За правду, за народ, за Україну!», № в списку 32. Секретар Комітету з питань промислової політики і підприємництва, член Контрольної комісії з питань приватизації.